# Rote Rajah-Ratte
Die Rote Rajah-Ratte (Maxomys surifer) ist eine Säugetierart aus der Gattung der Rajah-Ratten (Maxomys) innerhalb der Nagetiere (Rodentia). Sie ist vom Süden der Volksrepublik China über weite Teile Südostasiens verbreitet.

## Merkmale
Die Rote Rajah-Ratte erreicht eine Kopf-Rumpf-Länge von 16,0 bis 22,6 Zentimetern und eine Schwanzlänge von 16,0 bis 22,7 Zentimetern, das Gewicht beträgt 90 bis 230 Gramm. Die Hinterfußlänge beträgt 40 bis 47 Millimeter und die Ohrlänge 24 bis 28 Millimeter. Das Rückenfell ist hell rötlich-orange und mit vereinzelten schwarzen Fühlhaaren durchsetzt, es wird an den Körperseiten blasser, grenzt sich aber scharf gegenüber dem weißen Bauch ab. Die Hinterfüße sind etwa 5-mal so lang wie breit und besitzen kleine, weiche Zehenballen. Die Weibchen besitzen vier paar Zitzen, wobei eines im Brustbereich, eines am Bauch und zwei in der Leistengegend sitzen.

## Verbreitung
Das Verbreitungsgebiet der Roten Rajah-Ratte reicht vom Süden der chinesischen Provinz Yunnan über weite Teile Südostasiens. In Südostasien lebt sie von Myanmar bis Thailand, Kambodscha, Laos, Vietnam und dem Festland von Malaysia sowie auf den Inseln Sabah, Sarawak, Java, Sumatra und Borneo. Dabei lebt sie vor allem im Flachland bis in Höhen von 1680 Meter am Mount Kinabalu.

## Lebensweise
Die Rote Rajah-Ratte ist nachtaktiv und lebt am Boden vor allem in tropischen Regenwaldgebieten und an Waldrändern, in Sekundärwaldgebieten fehlt sie dagegen. Die Tiere leben in Bauen und ernähren sich omnivor überwiegend von Wurzeln, herabgefallenen Früchten, Insekten und kleinen Wirbeltieren. Der Wurf besteht aus zwei bis fünf Jungtieren.

## Systematik
Die Rote Rajah-Ratte wird als eigenständige Art innerhalb der Rajah-Ratten (Gattung Maxomys) eingeordnet, die aus 17 Arten besteht. Die wissenschaftliche Erstbeschreibung erfolgte durch den Naturforscher Gerrit Smith Miller im Jahr 1900, der die Art anhand von Individuen aus der Gegend um Trang im Süden der malaiischen Halbinsel beschrieb.

## Gefährdung und Schutz
Die Art wird von der International Union for Conservation of Nature and Natural Resources (IUCN) aufgrund des großen Verbreitungsgebiets und der hohen Bestandszahlen als nicht gefährdet („least concern“) eingestuft. Bedrohungen für die Bestände sind nicht bekannt.

## Belege
1. 1 2 3  Indomalayan Maxomys. In: Andrew T. Smith, Yan Xie: A Guide to the Mammals of China. 2008, S. 262.
2. 1 2 3 4 5  Maxomys surifer in der Roten Liste gefährdeter Arten der IUCN 2015-4. Eingestellt von: K. Aplin, D.  Lunde, G.  Musser, 2008. Abgerufen am 20. Dezember 2015.
3. 1 2  Maxomys surifer (Memento des Originals vom 22. Dezember 2015 im Internet Archive)  Info: Der Archivlink wurde automatisch eingesetzt und noch nicht geprüft. Bitte prüfe Original- und Archivlink gemäß Anleitung und entferne dann diesen Hinweis.. In: Don E. Wilson, DeeAnn M. Reeder (Hrsg.): Mammal Species of the World. A taxonomic and geographic Reference. 2 Bände. 3. Auflage. Johns Hopkins University Press, Baltimore MD 2005, ISBN 0-8018-8221-4.